# Rinomanometria
A rinomanometria ou rinometria acústica tem como finalidade avaliar a potência nasal e, geralmente, é realizada com a provocação nasal, observando o efeito do alérgeno nos quadros de obstrução nasal.

## Provocação nasal
A Prova de provocação nasal é um teste diagnóstico para avaliação da imunorreatividade da mucosa nasal a alérgenos ambientais como o ácaro da poeira doméstica.  Pode ser monitorada por escalas de sintomas clínicos, rinomanometria, rinometria acústica e espirometria para diagnóstico da disfunção de pregas vocais.